# Kamel Rahmani
Kamel Rahmani est un boxeur algérien né le 20 février 1979 à Alger. 

## Carrière sportive
Il a remporté une médaille d'or dans l'épreuve masculine des poids super-lourds aux Jeux africains de Maputo en 2011. Après les championnats continentaux, il n'a pas participé aux championnats du monde de boxe amateur en raison d'une blessure musculaire.

### Record dans la série mondiale de boxe
| 2 combats       | 0 victoires | 2 défaites |
| Avant la limite | 0           | 1          |
| Sur décision    | 0           | 1          |

| Décision possible : KO • TKO (KO technique) • UD (décision aux points unanime) • MD (décision aux points majoritaire) • SD (décision aux points partagée) • D (match nul) • NC (sans décision) • RTD (abandon) |        |                                            |      |       |                 |        |                                                   |
| Résultat | Record | Adversaire                                 | Type | Round | Date            | Lieu   | Notes                                             |
| Défaite | 0-2    | Iegor Plevako (équipe Ukraine Otamans)     | TKO  | 3 (5) | 11 janvier 2014 | Tipaza | Second combat pour l'équipe Algeria Desert Hawks  |
| Défaite | 0-1    | Yan Sudzilouski (équipe Hussars of Poland) | UD   | 5 (5) | 24 février 2013 | Blida  | Premier combat pour l'équipe Algeria Desert Hawks |